# نظامي خودييف
نظامي خودييف (1 أبريل 1949 - 25 مايو 2021) عالم وسياسي من أذربيجاني. كسياسي كان عضوًا في حزب أذربيجان الجديدة وخدم في الجمعية الوطنية. حصل على وسام الشهرات.
توفي خودييف في 25 مايو 2021 عن عمر يناهز 72 عامًا بسبب الفشل الكلوي.